# Ophiotjalfa vivipara
Ophiotjalfa vivipara är en ormstjärneart som beskrevs av Ole Theodor Jensen Mortensen 1913. Ophiotjalfa vivipara ingår i släktet Ophiotjalfa och familjen fransormstjärnor. Inga underarter finns listade i Catalogue of Life.